# Fijisolfjäderstjärt
Fijisolfjäderstjärt (Rhipidura layardi) är en fågelart i familjen solfjäderstjärtar inom ordningen tättingar.

## Utbredning och systematik
Fågeln förekommer i Fiji och delas in i tre underarter med följande utbredning:
- R. l. rufilateralis – Taveuni (nordcentrala Fiji)
- R. l. layardi – Viti Levu och Ovalau (västra Fiji)
- R. l. erythronota – Vanua Levu med grannöar (norra Fiji)

Den kategoriserades tidigare som underart till Rhipidura verreauxi men urskiljs sedan 2023 som egen art av eBird/Clements och IOC. Birdlife International går steget längre och urskiljer även 

## Status
IUCN bedömer hotstatus för rufilateralis respektive två andra underarterna var för sig, rufolateralis som nära hotad och de övriga som livskraftig.